# Georges Girard
Pour les articles homonymes, voir Girard.
Georges Désiré Girard, né le 4 février 1888 à Isigny-sur-Mer et mort le 19 février 1985 à Joinville-le-Pont, est un médecin et bactériologiste français. Il est particulièrement connu pour avoir mis au point, avec le docteur Jean Robic, le vaccin antipesteux EV.